# Алекси, Джек
Джек Алекси (англ. Jack Alexy; род. 19 января 2003, Морристаун, Нью-Джерси) — американский пловец, олимпийский чемпион 2024 года, двукратный чемпион мира, призёр чемпионатов мира. Специализируется на коротких дистанциях вольного стиля.

## Биография
На юниорском чемпионате мира 2019 года в Будапеште выступал в составе национальной сборной США. Выступал как на индивидуальных дистанциях, так и в эстафете. В составе американской команды в эстафете 4×100 метров вольным стилем завоевал золотую медаль.
На чемпионате мира по водным видам спорта 2023 года в Фукуоке завоевал пять медалей разного достоинства в индивидуальных и эстафетных стартах. Стал чемпионом на дистанции 4 по 100 метров комплексным плаванием, серебряным призёром на 50 и 100 метрах, а также в смешанной эстафете 4 по 100 метров вольным стилем, и бронзовым в эстафете 4 по 100 метров вольным стилем.
На Олимпийских играх 2024 года в Париже стал чемпионом в эстафете 4×100 метров вольным стилем (Алекси плыл на первом этапе в финале). Также завоевал серебро в комбинированной эстафете 4×100 метров (Алекси плыл на последнем этапе в предварительном заплыве). На дистанции 100 метров вольным стилем Алекси занял седьмое место в финале (47,96).
В декабре 2024 года на чемпионате мира на короткой воде в Будапеште завоевал 5 наград, в том числе 2 золотые на дистанции 100 метров вольным стилем (45,38) и эстафете 4×100 метров вольным стилем.
На чемпионате мира 2025 года в Сингапуре Алекси завоевал пять наград — золото в смешанной эстафете 4×100 метров вольным стилем (американцы установили в финале мировой рекорд), серебро на дистанции 100 метров вольным стилем и три бронзы (50 метров вольным стилем и две эстафеты).